# Leptogorgia californica
Leptogorgia californica är en korallart som beskrevs av Addison Emery Verrill 1868. Leptogorgia californica ingår i släktet Leptogorgia och familjen Gorgoniidae. Inga underarter finns listade i Catalogue of Life.